# Статическое зондирование
Статическое зондирование (англ. Cone penetration test, CPT) — метод, определения инженерно-геологических свойств грунта путем погружения зонда под действием статической вдавливающей нагрузки с измерением показателей сопротивления грунта внедрению зонда. Из статического зондирования берутся результаты для дренированного состоятния Undrained B в PLAXIS (расчет в недренированной постановке). 
Статическое зондирование является основным полевым методом изучения грунта в состоянии его естественного залегания (in-situ), выполняемым чаще всего на глубину до 10…20 м, однако способным исследовать массив грунта на значительно большую глубину. Статическое зондирование применяют в комплексе с другими видами инженерно-геологических работ или отдельно для:
- выделения инженерно-геологических элементов (толщины слоёв и линз, границ распространения грунтов различных видов и разновидностей);
- оценки пространственной изменчивости состава, состояния и свойств грунтов;
- определения глубины залегания кровли скальных, крупнообломочных и мёрзлых грунтов;
- количественной оценки характеристик физико-механических свойств грунтов (плотности, модуля деформации, угла внутреннего трения и сцепления грунтов и др.);
- определения степени уплотнения и упрочнения грунтов во времени и пространстве;
- оценки возможности забивки свай и определения глубины их погружения;
- определения сопротивлений грунта под нижним концом и по боковой поверхности свай;
- выбора мест расположения опытных площадок и глубины проведения полевых испытаний, а также мест отбора образцов грунтов для лабораторных испытаний;

## Конструкция зонда
Зонд представляет собой металлическую штангу с наконечником в виде конуса диаметром 33—77 мм. Вдавливающее усилие передаётся на наконечник через штангу, наращиваемую по мере погружения в грунт. В России вопросы нормирования требований к терминам, оборудованию и приборам, подготовке, проведению и обработке результатов испытаний методом статического зондирования регламентируются стандартом ГОСТ 19912-2012, который в зависимости от конструкции наконечника разделяет зонды на два типа:
- механический – зонд с наконечником из конуса и кожуха (используется сегодня крайне редко);
- электрический – зонд с наконечником из конуса и муфты трения (является основным в современной практике изысканий).

Часть наконечника, расположенную над конусом, называют у механического зонда кожухом, у электрического зонда – муфтой трения. Кожух жёстко соединён с конусом, муфта трения с конусом не связана.

## Виды CPT-теста
Статическое зондирование бывает:
- непрерывным;
- прерывистым.

Непрерывное представляется собой задавливание зонда в грунт с постоянной скоростью, а перерывы в погружении зонда допускаются только для наращивания штанг зонда. Прерывистое зондирование характеризуется тем. что происходит задавливание зонда в грунт с постоянной скоростью, включающее дополнительно периодические, с заданным интервалом по глубине остановки зонда, при которых испытание грунтов зондированием выполняется по специальным методикам (релаксационно-ползучие, диссипационные, квазистатические и другие испытания).

## Нормативное регулирование CPT-теста в России
Работы по стандартизации оборудования и методов выполнения статического зондирования многие годы ведутся во всем мире. Содержание вводимых за рубежом стандартов в основном не отличается от Российского стандарта ГОСТ 19912-2012, так как основные размеры зондов, методика их погружения в большинстве стран одинаковы. В 1977 году исполком Международной организации по механике грунтов и фундаментостроению (ISSMGE) утвердил первый Международный стандарт по статическому зондированию. После ряда актуализаций и обновлений этого документа в 1999 г. технический комитет  ТС16 по полевым испытаниям грунтов ISSMGE принял, действующий по настоящее время, стандарт «International Reference Test Procedure for the Cone Penetration Test (CPT) and the Cone Penetration Test with pore pressure (CPTU)», который лёг в основу национальных стандартов стран мира.

## Измеряемые свойства в ходе CPT-теста
При статическом зондировании электрическим зондом обычно измеряют  следующие  величины:
- удельное сопротивление грунта под конусом зонда qс (МПа или кПа) – силу сопротивления этого грунта прониканию в него конуса, отнесённую к площади основания конуса (иногда используется термин «лобовое сопротивление зонда»). Недренированную прочность можно найти посредством статистического зондирования через зависимость Cu=qc/19 (для разных условий может отличаться). По предложению Шведского геотехнического института связь между сопротивлением недренированному сдвигу и лобовым сопротивлением при зондировании глинистых грунтов может быть выражена другими формулами.[3]
- удельное сопротивление грунта на муфте трения  fs  (МПа или кПа) – силу сопротивления грунта на коротком участке боковой поверхности – муфте трения, отнесённую к площади боковой поверхности этой муфты трения (иногда используется термин «боковое сопротивление зонда»).

В последние годы наряду со стандартным широкое распространение получили специальные электрические зонды, позволяющие измерять, кроме показателей сопротивления грунта внедрению зонда, дополнительные характеристики грунта (и) или параметры процесса зондирования. Они могут включать датчики порового давления, температуры, радиоактивного каротажа, электрического сопротивления, сейсмодатчик, инклинометр и др.).

## Порядок выполнения работ CPT-теста
Погружение зондов осуществляется штангами, включающими устройство для его погружения, опорно-анкерные устройства и измерительные устройства. Статическое зондирование, как правило, выполняется путём непрерывного вдавливания зонда в грунт со скоростью 1,2 м/мин (в многолетнемерзлых грунтах 0,5 м/мин). Различают непрерывное (стандартное) и прерывистое зондирование. При непрерывном зондировании перерывы в погружении зонда допускаются только для наращивания штанг зонда. Иногда применяется прерывистое зондирование, дополнительно включающее в себя периодические, с заданным интервалом по глубине (0,5…1 м), остановки зонда, при которых испытание грунтов проводится по специальным методикам (релаксационно-ползучие, диссипационные и другие испытания).
Испытание релаксационно-ползучее («со стабилизацией» зонда) – испытание, при котором в процессе остановки зонда на заданной глубине нагрузка на зонд и скорость его погружения в результате релаксации и ползучести окружающего зонд грунта плавно снижаются с уменьшающейся интенсивностью. Испытание выполняют путём прекращения подачи масла в гидродомкраты вдавливания зонда. В процессе испытания могут дополнительно измеряться осадка, температура зонда, поровое давление и др. Продолжительность испытания, как правило, составляет не менее 5 – 10 мин и определяется задаваемым условным критерием стабилизации одного из измеряемых параметров или задаваемым временем стабилизации.
Испытание диссипационное – испытание, при котором в процессе остановки специального зонда на заданной глубине с помощью установленного в его наконечник датчика измеряется рассеивание порового давления в прилегающем к зонду грунте. Продолжительность испытания, как правило, определяется моментом, когда начальное значение порового давления уменьшится на 50 %.

## Интерпретация результатов
Для классификации грунтов существует несколько методов:
1. Интерпретация грунтов по П.К. Робертсону.[4] Классификация по П.К. Робертсону основана на типовых моделях грунтов в виде точечных зональных графиков.
2. Интерпретация по отечественным нормативно-техническим документациям.[5] Основным нормативным документом для проведения статического зондирования является ГОСТ-19912-2012 , в котором описывается сущность метода, оборудование, проведение испытания и т.д. Для интерпретации статического зондирование используют следующие документы: СП 11-105-97 и СП 47.13330.2012. Указания по определению состояния, физико-механических свойств грунтов и несущей способности свай для талых и оттаявших грунтов приведены в СП 47.13330.2012 и СП 24.13330.2011, для вечномёрзлых (многолетнемерзлых) грунтов — в СП 25.13330.2012.